# Station Jaworzno Szczakowa Lokomotywownia
Station Jaworzno Szczakowa Lokomotywownia is een spoorwegstation in de Poolse plaats Jaworzno.